# They Shall Not Grow Old - Per sempre giovani
They Shall Not Grow Old - Per sempre giovani (They Shall Not Grow Old) è un documentario del 2018 prodotto e diretto da Peter Jackson che commemora il centenario della fine della prima guerra mondiale.

## Trama
Il film mostra i soldati britannici durante la prima guerra mondiale e attraversa un arco di tempo che va dallo scoppio delle ostilità sino all'armistizio del 1918, concentrandosi soprattutto sulla guerra sui campi di battaglia in Belgio. Quando l'azione si sposta dall'Inghilterra alle Fiandre, l'atmosfera del film si fa più cupa: quando i fratelli in armi si trovano in trincee sporche e brulicanti di topi, il gas mostarda è l'ultima delle preoccupazioni dei soldati. Proiettili, granate e mine tedesche diventano in questi momenti un costante effetto sonoro, mentre la narrazione assume la forma di un vero e proprio film dell'orrore.
I primi 20 minuti del film mostrano i preparativi per la guerra in immagini in bianco e nero, incorniciate da un piccolo rettangolo centrale che si allarga gradualmente. Da questo punto in poi, la tavolozza dei colori usa la terra e i verdi militari, una transizione che ricorda un momento del film Il mago di Oz. Successivamente vengono mostrati i soldati in prima linea durante l'aspra guerra di trincea degli anni 1914-1918, ma anche nelle situazioni quotidiane in cui gli uomini passano il tempo, ridendo e cantando per distrarsi dai disordini della guerra.

## Produzione
Il documentario è formato da video di repertorio restaurati ed in parte inediti, girati durante la prima guerra mondiale e commentati dai reduci stessi. Parte dei video sono stati messi a disposizione dall'archivio dell'Imperial War Museum e dalla BBC, per poi essere colorati e convertiti in 3D. Peter Jackson ha assunto degli esperti di linguaggio labiale per poter ricostruire i dialoghi dei soldati, in modo da poterli doppiare in post-produzione.

## Promozione
Il primo trailer del documentario viene diffuso il 28 settembre 2018.

## Distribuzione
I diritti di distribuzione globali del documentario sono stati acquistati dalla Warner Bros.
Il documentario è stato presentato in anteprima al BFI London Film Festival il 16 ottobre 2018 e successivamente alla Festa del Cinema di Roma 2018 il 23 ottobre; è stato poi distribuito nel Regno Unito e in Irlanda il 9 novembre e trasmesso sul canale britannico BBC Two l'11 novembre. La pellicola, distribuita negli Stati Uniti nel 2018 come evento speciale in due date (17 e 27 dicembre 2018), è stata poi distribuita nelle sale cinematografiche statunitensi a partire dall'11 gennaio 2019, mentre in altri territori dal 1º febbraio, così da poter concorrere per l'Oscar al miglior documentario nel 2020. In Italia è stato distribuito nelle sale nei soli giorni 2, 3 e 4 marzo 2020.

## Accoglienza

### Incassi
Nelle due date di distribuzione, il documentario ha battuto il record per eventi di questo genere incassando in totale 5,7 milioni di dollari.

### Critica
Sull'aggregatore Rotten Tomatoes riceve il 100% delle recensioni professionali positive, con un voto medio di 8,72 su 10, basato su 147 critiche, mentre su Metacritic riceve un punteggio di 91 su 100 basato su 26 critiche.

## Riconoscimenti
- 2019 - British Academy Film Awards[10]
  - Candidatura per il miglior documentario
- 2019 - Golden Reel Awards[11]
  - Miglior montaggio sonoro in un documentario
- 2019 - Golden Tomato Awards[12]
  - Film britannico meglio recensito
- 2019 - San Diego Film Critics Society Awards[13][14]
  - Candidatura per il miglior documentario